# 11083 Caracas
För andra betydelser, se Caracas (olika betydelser).
11083 Caracas eller 1993 RZ6 är en asteroid i huvudbältet som upptäcktes den 15 september 1993 av den belgiske astronomen Eric W. Elst vid La Silla-observatoriet. Den är uppkallad efter Venezuelas huvudstad, Caracas.
Asteroiden har en diameter på ungefär 4 kilometer.